# Wielgie (gemeente)
De gemeente Wielgie is een landgemeente in het Poolse woiwodschap Koejavië-Pommeren, in powiat Lipnowski.
De zetel van de gemeente is in Wielgie.
Op 30 juni 2004 telde de gemeente 6544 inwoners.

## Oppervlakte gegevens
In 2002 bedroeg de totale oppervlakte van gemeente Wielgie 133,83 km², waarvan:
- agrarisch gebied: 73%
- bossen: 16%

De gemeente beslaat 13,18% van de totale oppervlakte van de powiat.

## Demografie
Stand op 30 juni 2004:
| Omschrijving                   | Totaal | Totaal | Vrouwen | Vrouwen | Mannen | Mannen |
| ------------------------------ | ------ | ------ | ------- | ------- | ------ | ------ |
| eenheid                        | aantal | %      | aantal  | %       | aantal | %      |
| inwoners                       | 6544   | 100    | 3274    | 50      | 3270   | 50     |
| bevolkingsdichtheid (inw./km²) | 48,9   | 48,9   | 24,5    | 24,5    | 24,4   | 24,4   |

In 2002 bedroeg het gemiddelde inkomen per inwoner 1688,02 zł.

## Administratieve plaatsen (sołectwo)
Bętlewo, Czarne, Czerskie Rumunki, Nowa Wieś, Oleszno, Piaseczno, Płonczyn, Rumunki Tupadelskie, Suradówek, Suszewo, Teodorowo, Tupadły, Wielgie, Witkowo, Zaduszniki, Zakrzewo, Złowody.

## Aangrenzende gemeenten
Dobrzyń nad Wisłą, Fabianki, Lipno, Skępe, Tłuchowo